# Bárbara López
Pour les articles homonymes, voir López.
Bárbara López, née le 13 août 1992 à Monterrey, est une actrice mexicaine.

## Biographie
Bárbara López s'est fait connaître dans la telenovela Vino el amor.
Elle est également connue pour avoir incarné le couple Juliantina avec Macarena Achaga dans la telenovela Amar a muerte.
Juliantina est le mot-valise pour désigner la relation amoureuse entre Juliana (Bárbara López) et Valentina (Macarena Achaga),.
Bárbara López est la fille du producteur Reynaldo López.

## Filmographie
- 2014 : Departamento (série télévisée)
- 2015 : Amor de barrio (série télévisée) (9 épisodes)
- 2016 : Un camino hacia el destino (série télévisée) : Lucero (63 épisodes)
- 2016-2017 : Vino el amor (série télévisée) : Érika Ballesteros (67 épisodes)
- 2017-2018 : Papá a toda madre (série télévisée) : María Cruz (30 épisodes)
- 2018 : Noches con Platanito (série télévisée)
- 2018 : Sweet Caroline : une étudiante
- 2018-2019 : Amar a muerte (série télévisée) : Juliana Valdés (88 épisodes)
- 2019 : En las buenas y en las malas : Dany
- 2020 : Desenfrenadas : Rocìo (10 épisodes)